# 光シート顕微鏡法
光シート顕微鏡法（ひかりシートけんびきょうほう）とは、試料の側面から薄いシート状に整形した励起光を当てることでピントの合った画像(光学切片)を得る顕微鏡法。

## 概要

光シート顕微鏡の原理図

従来の共焦点顕微鏡や2光子顕微鏡では試料の正面から強い光を照射するため(落射照明)、胚等、反射率の低い生きた状態の細胞に悪影響を与える場合が少なからずあった。光シート顕微鏡法では光を側面から照射することにより、細胞への悪影響を抑えると共に、従来の照射法よりも深くまで照射できるため3次元の像を得るために適している。生きた状態の細胞の観察では、光シート顕微鏡を使えば光毒性をあまり気にせず時間解像度を上げることができる一方、空間分解能については開口数(NA)の大きな対物レンズを使えないので共焦点顕微鏡には一歩譲る。深部観察能については、光シート顕微鏡では深部は暗くならないものの、焦点があわず、同一平面内であっても照射光がサンプルに入る場所以外では背景光の増加や縞状の影が発生して画質は劣化する。